# 科爾孫齊
46°35′23″N 30°46′15″E / 46.58972°N 30.77083°E

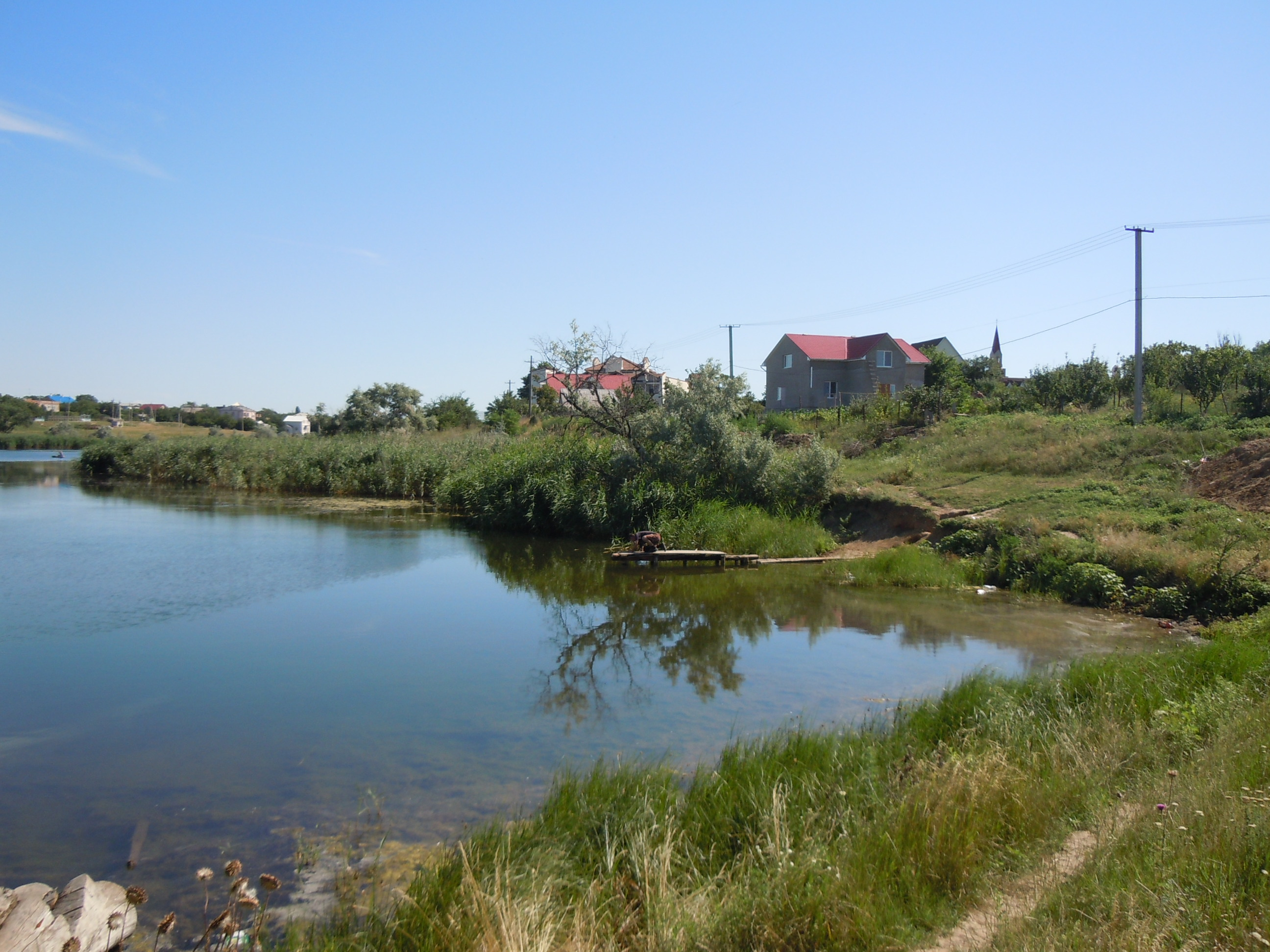

科爾孫齊（烏克蘭語：Корсунці）是位於烏克蘭西南部的村莊，由敖德萨州敖德萨区的克拉斯諾西爾卡市鎮負責管轄。該村始建於1817年，面積0.44平方公里，海拔高度11米，2001年人口1,773，人口密度每平方公里4,029.55人。